# 銀河特命隊パキントキント
『銀河特命隊パキントキント』（ぎんがとくめいたいパキントキント）は、作：並木さとし、漫画：山上正月による日本の漫画作品。ポプラ社の漫画雑誌『プレコミックブンブン』にて、2004年11月号から2005年11月号まで連載された。単行本は全2巻。

## あらすじ
商売をしながら宇宙各地を旅する商店街型宇宙船「西口共栄会」に住む10歳の少年、今似イチローは、巨大メカ「パキントキント」に乗り込み宇宙の事件を解決する秘密組織「銀河特命隊パキントキント」のメンバーである。しかし、実際にロボットを操縦するのは弟のミライ。イチローがパイロットとして活躍する日は来るのだろうか。

## 登場人物

### 銀河特命隊パキントキント
今似 イチロー（いまに イチロー）
宇宙船「西口共栄会」に住む10歳の少年。担当はサポーター。パイロットになり、宇宙怪獣や未知の宇宙人と戦って超古代文明のお宝を発見したり、宇宙の危機を救って伝説の英雄になることが夢。ロボットスポーツ「ロボチャンプ」のファン。
今似 ミライ（いまに ミライ）
イチローの弟。4歳。担当はパイロット。「脳波シンクロ」により巨大ロボ「パキント」の人工頭脳と一体化して操縦を行うが、この際、普段にもまして生意気な性格に変化してしまう。
竜泉 スミレ（りゅうせん スミレ）
イチローの同級生。担当は操縦士（ナビゲーター）。両親は西口共栄会内で洋菓子店「ポワール」を経営している。
清澄 ハジメ（きよすみ ハジメ）
イチローの同級生。担当は通信士（オペレーター）。

### 西口共栄会
今似 勘太郎（いまに かんたろう）
イチローとミライの祖父で、西口共栄会の会長。銀河特命隊パキントキントの長官でもある。
お千代（おちよ）
勘太郎の助手を務める女性。様々な場面で特命隊のサポートを行う。
タマ
西口共栄会事務所内の作戦本部に設置されている、招き猫型のマザーコンピュータ。会長の指示に従って西口共栄会をコントロールする。

### メーダ・ナチュレーン
宇宙の辺境「メーダ星雲」に存在する邪悪な秘密組織。キトンキ博士の開発したロボット「パキント」を使って宇宙を組織のものにしようと企んでいたが、パキントが持ち去られたため、パキントを破壊した上でメーダ以外のすべての文明を滅ぼそうとしていた。
キトンキ博士
パキントキントの開発者。メーダ・ナチュレーンの科学者であったが、悪に使われることを恐れ、パキントキントとともに組織を脱出した。その後、10日間何も食べない状態で西口共栄会を訪れ、数日間今似家に居候をしたが、この際にパキントキントを会長らに託した。大好物はメーダ星雲の高級料理「エチロヘ」。
ゼブラ団
メーダ・ナチュレーンの行動隊。四つ目の宇宙人マウマシーと、四本腕で細い体の宇宙人フラージの二人組。
メーダの親衛隊
第12話に登場。ゼブラ団がメーダから逃げて裏切り者となったため、それを追いかけてきた。巨大ロボを操縦する。

### その他
キャプテン・グーグ
第1話に登場。宇宙一を自称する宇宙海賊。23歳。西口共栄会を襲撃し、有り金を奪おうとした。
ゴースト
第3話に登場。巨大ロボ「スカラベ」を操縦する。かつてはロボットスポーツ「ロボチャンプ」の伝説的ファイターだったが、反則を行ったことで追放され、その後はギャング団の用心棒になっていた。
ピ・サンチョン
第5話に登場。ドラマ「冬のどなた？」に出演した大人気タレント。高級住宅惑星「美波里が丘」に在住する。整形手術前の写真をスパイによって盗み撮りされ、カメラが取り付けられた愛犬「シルフィ」の奪還を依頼した。
バイソン
第7話に登場。巨大ロボ「ムキムキング」を操縦する無法者。ゼブラ団の依頼により、パキントをおびき出すためにロボチャンプロボを襲った。
ミルク・シロコップ
第7話に登場。ロボチャンプ戦士の1人。バイソンの襲撃を受けた。
レディー・チョコ
第7話に登場。ロボチャンプの中でも数少ない女性のパイロットで、巨大ロボ「ラベラ・ロズ」を操縦する。パキントに自機の護衛を依頼した。
イカマジョ
第9話に登場。イカのような姿をした宇宙巨大生物。宇宙ステーション「ジュクハラ」を襲撃し、召使いとして若い色男1000人を要求した。
ワンオーワン
第9話に登場。チーフのケント、サブチーフのジョニー、ラストチーフのホギャラの3人で構成される宇宙パトロール機動小隊。
シンジョー
第12話に登場。パキントに搭乗することを目的に、西口共栄会総合学校に転校してきた。

## 用語

### メカ
パキントキント
西口共栄会の所有する巨大メカ。キトンキ博士によって開発され、1年前に西口共栄会を訪れた際、会長に預けられた。宇宙船「パキントキント」の形態から、操縦士と通信士が搭乗する宇宙船「キント」と、パイロットやサポーターが搭乗する巨大ロボット「パキント」の2機に分離することができる。操縦時、乗組員の顔面にはバイザーが出現し、「脳波シンクロ」を行うことによって操縦が可能となる。空間のゆがみを利用して移動する「ワープドライブ航法」の機能を備えており、通常の宇宙船が装備する超光速ドライブよりも短時間に広い宇宙を移動することができる。パキント形態時は、「パキントパンチ」や「パキントブースターキック」などの格闘技のほか、相手を氷漬けにする砲撃技「フリーズキャノン」、バットで相手の砲弾や機体を打ち飛ばす技「パキントメテオブラスター」を使用して戦う。
パキンパ
第5話に登場。パキントキントに備え付けの小型宇宙艇。
ヤマト
第3話に登場。ロボットスポーツ「ロボチャンプ」のロボットで、今期のチャンピオン。
ピエールシャーク
第3話に登場。ロボチャンプのロボットのひとつ。
スカラベ
第3話に登場。元ロボチャンプのロボット。「ゴースト」が操縦する。
ゼブラ宇宙船
第7話に登場。ゼブラ団の搭乗する宇宙船。ビーム兵器を備えた機動メカを3体装備している。
ムキムキング
第7話に登場。無法者「バイソン」の操縦する巨大ロボ。電撃技「ムキムキング破壊電流」を放つ。
ラベラ・ロズ
第7話に登場。ロボチャンプのロボットのひとつ。ロボチャンプ戦士「レディー・チョコ」が操縦する。
バラバラガー
第10話に登場。ゼブラ団の所有する巨大ロボ。トゲ付きの鉄球を武器として戦う。
夜呂死苦怒羅門（よろしくどらもん）
第11話に登場。ワハイ星を荒らしていた暴走族たちのメカが合体した巨大ロボ。

### 施設・天体
西口共栄会
宇宙を商売しながら移動する「宇宙商店街」。会長は今似勘太郎。内部には「珍珍軒」、「西口精肉店」、「うなぎの浜名」などの商店が立ち並ぶほか、「西口共栄会総合学校」、「西口共栄会第三公園」などの施設も存在する。4年に一度開催される「宇宙ショッピングモール大集会」に参加している。
アグリーノ
第2話に登場する農業惑星。氷河の中に眠っていた10万年前の怪獣が復活し、パキントに駆除が依頼された。
マハコヨ
第4話に登場する宇宙港。大型貨物船同士の事故が発生した。
美波里が丘
第5話に登場する高級住宅惑星。
巨大宇宙船洗船場
第6話に登場。巨大な宇宙船も自動で洗ってくれるスペース・ウォッシュ。
メーダ星雲
宇宙警察の力も及ばない宇宙の果てにある辺境宇宙。物産品として、ウマウマという生き物のキモ（ウマニラ）をメーダ風の佃煮（ニダーツク）にした「ウマニダ」、ンギョチョッパという魚のモモ肉、ニンニンイモという野菜の内臓、最も危険な食べ物「ケーキ」などがある。
温泉惑星
第8話に登場する惑星。キトンキ博士が訪れた。
ジュクハラ
第9話に登場するファッション宇宙ステーション。
氷の惑星
第10話に登場する惑星。宇宙の辺境に存在し、ゼブラ団がパキントを連れ込んだ。
ワハイ
第11話に登場する、リゾート地として有名な惑星。人気の海岸「ニンキキビーチ」が存在する。
化石惑星
第12話に登場する惑星。見渡す限りの樹木の化石で覆われている。

## 書籍
- 並木さとし、山上正月 『銀河特命隊パキントキント』（ポプラ社、ブンブンコミックス）
  1. 2005年7月8日発売 ISBN 4-591-08640-2
  2. 2006年1月10日発売 ISBN 4-591-09005-1